# Иванов, Андрей Митрофанович
Андрей Митрофанович Иванов — советский деятель культуры, поэт, Заслуженный работник культуры Узбекской ССР.

## Биография
Родился в 1902 году в Пензе. Член КПСС.
С 1929 года — на творческой, общественной и политической работе. В 1929—1986 гг. — творческий работник, литературный консультант Союза писателей Узбекской ССР, главный редактор журнала «Звезда Востока», член Правления Союза писателей Узбекистана, ответственный секретарь Комитета по Государственным премиям Узбекской ССР имени Хамзы в области литературы, искусства и архитектуры.
Умер в Ташкенте в 1990 году, похоронен на Домбрабадском кладбище.

## Сочинения
Сборники стихотворений «Струны Азии» (1947), «Мирзачульская весна» (1950), «По солнечным просторам» (1951), «У снеговых Чаткалских гор» (1954), «Март в Арале» (1956), «Избранное» (1957), «Солнце в зените» (1958), «Трепетная весна» (1960), «Шумящие деревья» (1962), «Свежесть века» (1964), «Время сгущается в образ» (1967), «Излучение времени» (1970), «Полдень моих надежд» и др.
Детские произведения «Славные ребята» (1951), «Про Толю» (1953), «Ак-Таш»,"В гости к хлопку","Полкаша" (1961), «Ивасик» (1962), «Храбрый Егорка», «Лесная каша» (1968), «Вот они какие» (1974) и др.